# Pulvinaria salicis
Pulvinaria salicis är en insektsart som först beskrevs av Bouché 1851.  Pulvinaria salicis ingår i släktet Pulvinaria och familjen skålsköldlöss.
Artens utbredningsområde är Tyskland. Inga underarter finns listade i Catalogue of Life.